# Szeptycki (herb)

Herb Szeptycki wedł. Kaspera Niesieckiego

Szeptycki – polski herb szlachecki, odmiana herbu Dołęga.

## Opis herbu
Herb blazonuje się następująco:
W polu czerwonym wedł. T. Chrząńskiego, E. Żernickiego-Szeligi i T. Gajla (błękitnym wedł. Z. Leszczyca)  podkowa srebrna z  krzyżem kawalerskim złotym na barku, lewy jej koniec strzała srebrna przeszywa od dołu do góry (jak wariant - prawy koniec od góry do dołu), trochę w bok tarczy nakoniwszy się. Nad hełmiem w koronie trzy pióra strusie.
Według T. Żychlińskiego i T. Gajla z lewej strony podkowy strzała żelazem w górę, nieco w lewo pochylona. Wedł. Żychlińskiego herb ma koronę hrabiowską i dewiza: "A crace salus." Tarczę herbową trzymają z prawej strony lew naturalny, z drugiej gryf.

Herb Szeptycki wedł. Tadeusza Gajla

## Herbowni
Szeptycki.
Barcewicz, Gidelski, Gedwił (Gidwiłło, Giedwiłło), Granicki, Hromyka, Jodziewicz, Kasperowicz, Ławcewicz, Makarewicz, Montwił (Montwiłło), Nejman, Peslewicz (Peszlewicz, Pieślewicz, Poslewicz, Poślewicz), Przewłocki, Rasulewicz (Razulewicz), Rupejko, Sempliński, Sempoliński, Strebejko, Sznabowicz, Sznarbachowski (Sznarbochowski), Szpakowski, Sztrem, Szukżda, Szystowski (Szysztowski), Wilbik.

### Znani herbowni
- Mikołaj Szeptycki, pułkownik królewski i rotmistrz hussarski, brał udział w pierwszej wyprawie chocimskiej z St. Żółkiewskim.
- Bazyli Szeptycki, biskup lwowski unicki 1710.
- Atanazy Szeptycki, arcybiskup lwowski unicki 1724, metropolita ruski 1724.
- Leon Ludwik Szeptycki, arcybiskup lwowski unicki 1747, metropolita ruski 1778.
- Hieronim Antoni Szeptycki, biskup płocki 1759, referendarz wielki koronny 1761.
- Wincenty Leon Szeptycki, 1808 porucznik pułku szwoleżerów Gwardii Napoleona, 1812 szef szwadronu, 1814 pułkownik. Brał udział w szarża pod Somosierrą, bitwach pod Wagram, Borodino i wielu innych. Generał powstania listopadowego (zm. 1836).
- Jan Kanty Szeptycki, otrzymał tytuł hrabiowski austriacki  (w 1871) – szambelan austriacki.
- Klemens Kazimierz Szeptycki, duchowny greckokatolicki, studyta, poseł do parlamentu Austro-Węgier. Błogosławiony Kościoła katolickiego (zm. 1951).
- Roman Maria Aleksander Szeptycki, w zakonie Andrzej, greckokatolicki arcybiskup metropolita lwowski i halicki. Sługa Boży Kościoła katolickiego (zm. 1944).
- Stanisław Szeptycki, generał major Cesarskiej i Królewskiej Armii, generał broni Wojska Polskiego (zm. 1950).